# Ráksa
Ráksa (román nyelven Racșa)  település és községközpont Romániában, Szatmár megyében.

## Fekvése
Szatmár megyében, az Avas déli oldalán, Avasújvárostól keletre fekvő település.

## Története
A település nevét a 15. században még Rákosnak írták, s az avassági uradalomhoz tartozott. Ráksa először a Meggyesaljai Mórocz családé volt, később a Báthoryak birtoka lett. 1592-től 1696-ig a szinéri uradalommal együtt a szatmári várhoz tartozott. 1633-ban részt kap benne Pászthói Máté is.1646-ban Kemény János birtoka volt.
A 18. században több birtokosa is volt, a század végétől a 19. század közepéig a gróf Teleki,  gróf Kornis, báró Vécsey, báró Wesselényi, báró Huszár, Becsky, Geötz, Darvay, Szirmay, Korda, Szerdahelyi, Peley, Rápolthy, Nagy, Mátay, Császy, és Bagossy családok birtoka.

## Nevezetességek
- Görögkatolikus templom – 1847-ben épült.